# Otto Böhme
Otto Böhme (* 22. Juli 1876 in Dankerode; † 1956) war ein deutscher Verwaltungsjurist.

## Leben
Er war der Sohn des Lehrers Gottfried Böhme. Ab 1895 studierte er Rechtswissenschaft an der Friedrichs-Universität Halle. Im selben Jahr wurde er im Corps Borussia Halle recipiert (x,x).
Böhme wurde 1914 kommissarisch und 1915 endgültig als Landrat des Kreises Simmern im Hunsrück eingesetzt. 1919 musste er kurzzeitig sein Amt niederlegen; er wurde wegen feindseligen Verhaltens gegen die französische Besatzung ausgewiesen. Nach seiner Pensionierung ließ er sich am Kaiserdamm 6 in Berlin-Charlottenburg nieder. Er war Hauptmann der Reserve. 1919 heiratete er Ellen Funke.
Durch Erlass der Reichsministers des Innerem vom 13. Dezember 1939 auf Grund der Verordnung über Maßnahmen auf dem Gebiet des Beamtenrechts vom 1. September 1939 unter Berufung in das Beamtenverhältnis wurde Otto Böhme mit der vertretungsweisen Wahrnehmung der Dienstgeschäfte des Landrats des Kreises Schweinitz in Herzberg (Elster) mit Wirkung vom Tage seines Dienstantritts betraut. Diesen Dienst trat er am 20. Dezember 1939 an und war bis zum 11. Juni 1945 als Landrat im preußischen Staatsdienst beschäftigt.